# Circus (protista)
Circus es un género de foraminífero bentónico considerado homónimo posterior de Circus de Lacepède, 1799, y sustituido por Budashevaella de la subfamilia Recurvoidinae, de la familia Ammosphaeroidinidae, de la superfamilia Recurvoidoidea, del suborden Lituolina y del orden Lituolida. Su especie tipo es Circus multicameratus. Su rango cronoestratigráfico abarca desde el Eoceno hasta el Mioceno.

## Discusión
Clasificaciones previas incluían Circus en la familia Haplophragmoididae y superfamilia Lituoloidea, así como en el suborden Textulariina del orden Textulariida, o en el orden Lituolida sin diferenciar el suborden Lituolina.

## Clasificación
Circus incluía a la siguiente especie:
- Circus multicameratus †